# Recopilación de algunos nombres arábigos
La Recopilación de algunos nombres arábigos, cuyo título completo es «Recopilación de algunos nombres arábigos que los árabes pusieron a algunas ciudades y otras muchas cosas» es un libro escrito por fray Diego de Guadix alrededor de 1593, siendo el primer «diccionario» o compendio de los arabismos presentes en el idioma castellano. La obra permaneció inédita hasta el año 2005, cuando fue publicada por la editorial Trea (ISBN 8497042115). Diego de Guadix compiló 4336 voces arábigas en el español, de las cuales alrededor de dos mil son topónimos (nombres de lugar).